# دوني ديفريتاس
دوني ديفريتاس (مواليد 10 يونيو 1985) هو سبّاح كوبي، مثّل بلاده في الألعاب الأولمبية الصيفية 2004.

## روابط خارجية
دوني ديفريتاس على موقع الاتحاد الدولي للسباحة (الإنجليزية)
- دوني ديفريتاس على موقع أوليمبيديا (الإنجليزية)